# 4-я хромосома человека

Идиограмма 4-й хромосомы человека

4-я хромосо́ма челове́ка — одна из 23 пар человеческих хромосом. Хромосома содержит более 191 млн пар оснований, что составляет примерно 6—6,5 % всего материала ДНК человеческой клетки. В настоящее время считается, что на 4-й хромосоме находятся от 700 до 1100 генов.

## Гены
Ниже перечислены некоторые гены, расположенные на 4-й хромосоме:
- CXCL1 — CXC-хемокин 1;
- CXCL2 — CXC-хемокин 2;
- CXCL3 — CXC-хемокин 3;
- CXCL4 — CXC-хемокин 4 (фактор тромбоцитов 4);
- CXCL5 — CXC-хемокин 5;
- CXCL6 — CXC-хемокин 6 (гранулоцитарный хемотактический белок 2);
- CXCL7 — CXC-хемокин 7;
- CXCL9 — CXC-хемокин 9;
- CXCL10 — CXC-хемокин 10;
- CXCL11 — CXC-хемокин 11;
- CXCL13 — CXC-хемокин 13;
- EVC — белок, ассоциированный с синдромом Эллиса — ван Кревельда[англ.];
- EVC2 — белок, ассоциированный с синдромом Эллиса — ван Кревельда 2;
- FGFR3 — рецептор фактора роста фибробластов 3;
- FGFRL1 — рецептор, подобный рецептору фактора роста фибробластов 1;
- CFI — фактор комплемента I;
- HTT — хантингтин;
- MMAA — белок, ассоциированный с метилмалоновой ацидурией;
- PHOX2B — гомеодомен фактора транскрипции;
- PKD2 — белок, ассоциированный с аутосомно-доминантной поликистозной болезнью почек 2;
- PLK4;
- QDPR — хиноидная дигидроптеридин-редуктаза;
- SNCA — α-синуклеин;
- UCHL1 — убиквитин-карбокси-концевая гидролаза L1 (убиквитин тиолэстераза);
- WFS1 — вольфрамин;
- FGF2 — фактор роста фибробластов 2 (основной фактор роста фибробластов);
- KDR — киназный инсерционный домен-содержащий рецептор (рецептор васкулярного эндотелиального фактора роста 2);
- IGJ — белок, соединяющий α- и μ-субъединицы иммуноглобулинов (J-цепь иммуноглобулинов).

### Плечо p
- CRMP1 — медиатор коллапсина 1, член семейства медиаторов CRMP (англ. CRMP family);
- SOD3 — Супероксиддисмутаза 3.

### Плечо q
- ANK2 — адаптерный белок семейства анкиринов, анкирин B;
- CLCN3 — Хлоридный канал 3;
- ENPEP — глутамиламинопептидаза (CD249);
- CLTB — клатрин B;
- CXCL8 — CXC-хемокин 8 (интерлейкин 8);
- IL2 — интерлейкин 2;
- IL8 — интерлейкин 8.

## Болезни и расстройства
Ниже перечислены некоторые заболевания связанные с генами 4-й хромосомы, а также гены, дефекты которых вызывают эти заболевания:
- поликистоз почек — PKD2;
- ахондроплазия — FGFR3;
- бессиндромная глухота (англ. nonsyndromic deafness), аутосомно-доминантный тип 6 — WFS1;
- болезнь Гиршпрунга — PHOX2B;
- болезнь Паркинсона — SNCA;
- болезнь Хантингтона — HTT;
- гемолитико-уремический синдром (англ. hemolytic-uremic syndrome) — CFI;
- гемофилия C — F11;
- гипохондроплазия — FGFR3;
- дефицит тетрагидробиоптерина (англ. tetrahydrobiopterin deficiency) — QDPR;
- метилмалоновая ацидемия (англ. methylmalonic acidemia), тип cblA — MMAA;
- рак мочевого пузыря — FGFR3;
- себоррейный кератоз (англ. seborrheic keratosis) — FGFR3;
- синдром Вольфрама, тип 1 — WFS1;
- синдром длинного интервала QT, тип 4 — ANK2;
- синдром Крузона с чёрным акантозом (англ. Crouzonodermoskeletal syndrome) — FGFR3;
- синдром Муэнке (англ. Muenke syndrome) — FGFR3;
- синдром проклятия Ундины — PHOX2B;
- синдром Романо — Уорда (англ. Romano–Ward syndrome) — ANK2;
- синдром Эллиса — ван Кревельда (англ. Ellis–van Creveld syndrome) — EVC и EVC2;
- танатофорная карликовость (англ. thanatophoric dysplasia), типы 1 и 2 — FGFR3;
- тяжёлая ахондроплазия с задержкой развития и чёрным акантозом (англ. severe achondroplasia with developmental delay and acanthosis nigricans [SADDAN]) — FGFR3;
- хронический лимфолейкоз.